# Diecezja Dżibuti
Diecezja Dżibuti (łac.: Dioecesis Gibutensis, fr. Diocése de Djibouti) – katolicka diecezja w Dżibuti.
Siedziba biskupa znajduje się w katedrze Najświętszej Maryi Panny Matki Dobrego Pasterza w Dżibuti.
Podlega bezpośrednio pod Stolicę Apostolską. Swoim zasięgiem obejmuje państwo Dżibuti.

## Historia
- 14 września 1955. – utworzenie diecezji Dżibuti

## Biskupi
- biskup – Jamal Khader (od 2024)
- biskup senior – Giorgio Bertin, OFM

## Główne świątynie
- Katedra Najświętszej Maryi Panny Matki Dobrego Pasterza w Dżibuti